# Jeroen Meijers
Jeroen Meijers (* 12. Januar 1993 in Tilburg, Provinz Noord-Brabant) ist ein niederländischer Straßenradsportler. Er ist seit 2014 Profi.

## Karriere
Sein bisher erfolgreichstes Jahr hatte Meijer 2019 mit dem Gewinn der Le Tour de Filipinas und der China-Rundfahrt I. Weitere Podiumsplatzierungen wie die beiden 3. Plätze bei der Tour d’Indonesia und Tour of Taiyuan rundeten das Jahr ab.
Bereits 2018 konnte er sich bei der Tour des Fjords mit Platz 9 und Platz 6 bei der Tour of Norway in den Top Ten in den Gesamtwertungen platzieren.

## Erfolge
2016
- Flèche Ardennaise
- Kreiz Breizh Elites
- Punktewertung Tour de Bretagne Cycliste

2019
- Gesamtwertung und eine Etappe Le Tour de Filipinas
- Gesamtwertung und eine Etappe Tour of China I
- eine Etappe Tour d’Indonesia